# 蓝廷珍府第
蓝廷珍府第，位于中国福建省漳州市漳浦县湖西畲族乡顶坛村。2001年1月20日公布为第五批福建省文物保护单位，类型为古建筑。2013年3月5日公布为第七批全国重点文物保护单位。
蓝廷珍府第的历史年代为清。